# Nguyễn Đức Thuận
Nguyễn Đức Thuận (* 1916 in der Provinz Nam Định; † 1985 in Hanoi) war ein Funktionär der Kommunistischen Partei Vietnams und vietnamesischer Schriftsteller.

## Leben
Nguyễn Đức Thuận wurde im Norden Vietnams geboren. Er war ein bedeutender Partei- und Gewerkschaftsfunktionär. Bekanntheit erlangte er durch die von ihm verfasste Autobiografie Bat Khuat, in der er seine Haftzeit in südvietnamesischer Gefangenschaft während des Vietnamkrieges schilderte. Ein kurzer Auszug aus dem Buch erschien 1977 in der DDR auf Deutsch als Kurzgeschichte unter dem Titel In den Tigerkäfigen von Con Son.